# Салваторе Адамо
Салвато̀ре Ада̀мо (на италиански: Salvatore Adamo), известен само като Адамо̀, е белгийски музикален изпълнител от италиански произход, популярен най-вече през 1960-те и 1970-те. Присъствал е на Златния Орфей през 1972 година. Продал е 100 милиона албума в целия свят. Пее предимно на френски и италиански. Започва да пише и композира песни от много ранна детска възраст. През 1960 година, в Париж печели състезанието на Радио Люксембург с песента „Ако се осмелях“ (Si j'osais).
Един от най-големите му хитове е „Пада сняг“ („Tombe la neige“), която в български вариант е с името „Сняг бавно пада“ и изпълнявана от Стефан Воронов. През 1980-те неговата слава запада, защото музиката, която пее вече не е на мода. Поради новата вълна на носталгия обаче Адамо става популярен отново през 2000-те. Живее в Белгия.

## CD албуми
- 1998 Regards
- 2001 Par les temps qui courent
- 2002 Les mots de l’âme (compilation)
- 2003 Zanzibar
- 2004 Un soir au Zanzibar (compilation Live + DVD)
- 2007 La part de l'ange
- 2008 Le bal des gens bien – Duets (compilation)
- 2014 Adamo chante Bécaud